# I guerrieri delle dune
I guerrieri delle dune (Dune Warriors) é un film statunitense del 1991 diretto da Cirio H. Santiago.

## Trama
Dopo la fine del mondo, la Terra è un pianeta assediato da un governo pieno di signori della guerra. Una donna di nome Val è abbastanza coraggiosa da reagire, raduna cinque guerrieri per salvare la città e la loro preziosa acqua.